# Manuella Kalili
Manuella Kalili (* 2. November 1912 in Honolulu; † 14. September 1969 ebenda) war ein Schwimmer aus den Vereinigten Staaten, der eine olympische Silbermedaille gewann.

## Karriere
Manuella Kalili und sein Bruder Maiola Kalili tauchten zunächst im Hafen von Honolulu nach Münzen, die von Touristen von Schiffen ins Wasser geworfen wurden. Sie begannen mit dem Wettkampfsport, als ein Trainer in Honolulu Taucher aus dem Hafen für seinen Schwimmverein anwarb. Ab Ende der 1920er Jahre waren die Kalili-Brüder in Kalifornien. Zunächst traten sie für den Los Angeles Athletic Club an, dann für den Hollywood Athletic Club. 1931 gewann Manuella Kalili den US-Meistertitel über 100 Meter Freistil.
Bei den Olympischen Spielen 1932 in Los Angeles erreichten über 100 Meter Freistil drei Japaner und drei Schwimmer aus den Vereinigten Staaten das Finale. Im Endlauf gewann Miyazaki Yasuji vor seinem Landsmann Tatsugo Kawaishi. Dahinter erschwamm Albert Schwartz die Bronzemedaille mit vier Zehntelsekunden Vorsprung vor Manuella Kalili, auf dem vierten Platz. Die 4-mal-200-Meter-Freistilstaffel der Vereinigten Staaten in der Besetzung Frank Booth, George Fissler sowie Maiola und Manuella Kalili gewann die Silbermedaille hinter der japanischen Staffel.